# Lordomyrma
Lordomyrma is een geslacht van vliesvleugelige insecten van de familie Mieren (Formicidae).

## Soorten
- L. accuminata Stitz, 1912
- L. azumai (Santschi, 1941)
- L. bhutanensis (Baroni Urbani, 1977)
- L. caledonica (André, 1889)
- L. crawleyi Menozzi, 1923
- L. cryptocera Emery, 1897
- L. curvata Sarnat, 2006
- L. desupra Sarnat, 2006
- L. diwata Taylor, 2012
- L. emarginata Taylor, 2012
- L. epinotalis (Mann, 1919)
- L. furcifera Emery, 1897
- L. hmong Taylor, 2012
- L. idianale Taylor, 2012
- L. infundibuli Donisthorpe, 1940
- L. lakshmi Taylor, 2012
- L. leae Wheeler, W.M., 1919
- L. levifrons (Mann, 1921)
- L. limatula Taylor, 2012
- L. nigra Donisthorpe, 1941
- L. polita (Mann, 1921)
- L. punctiventris Wheeler, W.M., 1919
- L. reticulata Lucky & Sarnat, 2008
- L. rouxi (Emery, 1914)

- L. rugosa (Mann, 1921)
- L. sarasini (Emery, 1914)
- L. sinensis (Ma, Xu, Makio & DuBois, 2007)
- L. stoneri (Mann, 1925)
- L. striatella (Mann, 1921)
- L. sukuna Sarnat, 2006
- L. taylori Bharti & Ali, 2013
- L. tortuosa (Mann, 1921)
- L. vanua Lucky & Sarnat, 2008
- L. vuda Sarnat, 2006